# Gorgoroth
Gorgoroth este o formație de black metal înființată în 1992 în Bergen, Norvegia de către chitaristul Roger "Infernus" Tiegs după ce acesta a făcut un pact cu Diavolul. Numele formației provine de la un platou dezolant din ținutul Mordor din cartea Stăpânul inelelor de J. R. R. Tolkien.
Formația a devenit notorie atât datorită scandalurilor în care a fost implicată, cât și datorită prestațiilor din concerte care erau și sunt în continuare extrem de violente.
În peste 20 de ani de existență formația a lansat 9 albume de studio, un EP și un album live.

## Istoric

### Anii de început (1992–1997)
În 1992 Infernus a înființat formația Gorgoroth; primii dintr-o lungă listă de muzicieni care au colaborat cu formația au fost Hat (vocal) și Goat Pervertor (baterie). În 1993 li s-a alăturat Kjettar (chitară bas). În această formulă Gorgoroth a lansat în aprilie 1993 demo-ul A Sorcery Written in Blood. În cursul aceluiași an Kjettar a părăsit formația, după ce în prealabil a fost condamnat la închisoare pentru incendierea unei biserici. În locul lui Kjettar a venit Samoth de la Emperor, care la rândul lui va fi condamnat la închisoare pentru incendierea unei alte biserici. În 7 ianuarie 1994 Firda, principalul ziar din județul Sogn og Fjordane (unde formația și-a început activitatea), a publicat un articol cu titlul "Muzică locală cu simbolism satanic", articol care oferă detalii despre Gorgoroth în general și A Sorcery Written in Blood în special. Același ziar a menționat și faptul că unii părinți, îngrijorați de potențiala influență negativă a acestei comunități satanice asupra copiilor lor, au contactat poliția din Fjaler. În mai 1994 Gorgoroth a concertat în clubul Lusa Lottes Pøbb din Oslo, Norvegia, acest eveniment marcând prima apariție live a formației. În octombrie 1994 a avut loc lansarea albumului de debut Pentagram prin casa de discuri Embassy Productions. În cursul aceluiași an atât Goat Pervertor cât și Samoth au părăsit formația; în locul lui Goat Pervertor a venit Frost de la Satyricon, iar chitara bas a fost preluată de Infernus. În decembrie 1994 Gorgoroth a concertat alături de Enslaved în clubul Chicago Club din Annaberg, Germania, acest eveniment marcând prima apariție live a formației în afara granițelor țării de origine.
În 1995 atât Hat cât și Frost au părăsit formația; în locul lui Hat a venit Pest de la Obtained Enslavement, iar în locul lui Frost a venit Grim. De asemenea s-a alăturat formației și Storm, acesta preluând chitara bas de la Infernus. Storm a părăsit repede formația; în locul lui a venit Ares. În cursul aceluiași an Gorgoroth a întrerupt colaborarea cu Embassy Productions și a semnat cu Malicious Records. În decembrie 1995 Gorgoroth a concertat alături de Cradle of Filth în clubul Astoria din Londra, Regatul Unit. În iunie 1996 a fost lansat cel de-al doilea album, Antichrist. În cursul aceluiași an Grim a părăsit formația; în locul lui a venit Vrolok. De asemenea s-a alăturat formației și Tormentor (a doua chitară). În octombrie 1997 a fost lansat cel de-al treilea album, Under the Sign of Hell. Tot în 1997 Gorgoroth a întrerupt colaborarea cu Malicious Records și a semnat cu Nuclear Blast. În cursul aceluiași an atât Pest cât și Ares au părăsit formația.

### Cu Gaahl (1998–2007)
În 1998 s-au alăturat formației Gaahl (în locul lui Pest) și T-Reaper (în locul lui Ares). În mai 1998 a fost lansat cel de-al patrulea album, Destroyer (Or About How to Philosophize with the Hammer). E interesant de menționat faptul că pe acest album sunt patru soliști vocali, aceștia fiind Pest, Gaahl, T-Reaper și Infernus. Tot în 1998 Vrolok a părăsit formația. În același an Gorgoroth a contribuit la tributul adus lui Darkthrone sub forma compilației Darkthrone Holy Darkthrone cu un cover după melodia Slottet i det fjerne. În 1999 T-Reaper a părăsit formația; în locul lui a venit King ov Hell. De asemenea s-a alăturat formației și Sersjant (în locul lui Vrolok); în cursul aceluiași an Sersjant a părăsit formația. În februarie 2000 a fost lansat cel de-al cincilea album, Incipit Satan, acest album fiind primul cu Gaahl ca solist vocal principal. După lansarea albumului s-a alăturat formației Kvitrafn (în locul lui Sersjant). Tot în 2000 Gorgoroth a contribuit la tributul adus lui Mayhem sub forma compilației Originators of the Northern Darkness - A Tribute to Mayhem cu un cover după melodia Life Eternal. A urmat o perioadă în care componența formației a rămas neschimbată, ceva neobișnuit pentru Gorgoroth. Formula cu Infernus, Tormentor, Gaahl, King ov Hell și Kvitrafn a fost cea mai stabilă de până atunci, această formulă rezistând doi ani. În 2002 Tormentor a părăsit formația din cauza tensiunilor apărute între el și King ov Hell. În iulie 2003 a fost lansat cel de-al șaselea album, Twilight of the Idols (In Conspiracy with Satan).
În 2004, în urma unui concert care a avut loc în Cracovia, Polonia, Gorgoroth a stârnit controverse din cauza aranjamentului scenic extrem de brutal: capete de oaie înfipte în țăruși, sârmă ghimpată, torțe, simboluri satanice și patru modele goale crucificate, fiecare cu o glugă neagră pe cap și stropit cu sânge de oaie. Tot acest aranjament scenic a fost elaborat pentru că întregul concert a fost înregistrat, iar formația intenționa să lanseze un DVD cu materialul filmat. Doar că membrii formației au fost acuzați de "ofensarea sentimentului religios" (considerată infracțiune în Polonia) și rele tratamente aplicate animalelor, iar casetele au fost confiscate de către autoritățile poloneze. Ulterior acuzațiile au fost retrase din cauza faptului că nici unul dintre membrii formației nu știa că ceea ce au făcut contravine legilor poloneze în vigoare. Totuși justiția poloneză a amendat firma care s-a ocupat de organizarea și filmarea concertului cu suma de 10.000 zloți plus cheltuieli de judecată. Acest scandal a avut ca rezultat întreruperea colaborării dintre Gorgoroth și Nuclear Blast. Tot în 2004 Kvitrafn a părăsit formația din motive personale. În 2005 Gorgoroth a semnat cu Regain Records.
În iunie 2006 a fost lansat cel de-al șaptelea album, Ad Majorem Sathanas Gloriam. Formația a apelat din nou la Frost (baterie) pentru înregistrarea acestui album. La scurt timp după lansare King ov Hell a părăsit formația din cauza faptului că nu era de acord cu unele aspecte ideologice ale formației. Din aprilie până în decembrie 2006 Gaahl și-a executat condamnarea la închisoare pentru un incident care avusese loc patru ani mai devreme, în 2002. Gaahl a fost acuzat că a torturat un bărbat timp de 6 ore și l-a amenințat că îl va forța să-și bea propriul sânge. Inițial justiția l-a condamnat la un an și 6 luni de închisoare, dar în urma apelului sentința a fost micșorată la un an și 2 luni din care până la urmă a executat doar 9 luni. Imediat după eliberare, în ianuarie 2007, Gaahl a fost subiectul filmului documentar True Norwegian Black Metal. Tot în cursul lunii ianuarie Gaahl a intrat din nou în vizorul poliției după afirmațiile făcute în cadrul interviului acordat pentru filmul documentar Metal: A Headbanger's Journey (filmul avusese premiera în 2005, dar fusese televizat pe canalul public norvegian NRK doar în 2007). În acest interviu Gaahl a declarat că susține incendierile de biserici care au avut loc la începutul anilor '90 și că, în viitor, vor fi mai multe astfel de incendieri. Din toamna lui 2006 până în martie 2007 Infernus și-a executat și el condamnarea la închisoare pentru un incident care avusese loc doi ani mai devreme, în 2004. Infernus a fost acuzat de viol. Inițial justiția l-a condamnat la trei ani de închisoare; în urma apelului Infernus a fost achitat de acuzația de viol, dar a fost găsit vinovat de complicitate la viol, iar sentința a fost micșorată considerabil. Tot în 2007 King ov Hell a revenit în formație. Ulterior s-a filmat un videoclip pentru melodia Carving a Giant, primul și până în prezent unicul videoclip realizat de Gorgoroth; în videoclip este recreat aranjamentul scenic de la controversatul concert din Cracovia.

### Disputa proprietății asupra numeluiGorgoroth(2007–2009)
În octombrie 2007 Gaahl și King ov Hell l-au concediat pe Infernus din Gorgoroth, motivul fiind lipsa de implicare a acestuia în efortul creativ al formației. În decembrie 2007 autoritățile norvegiene au acordat dreptul de utilizare al numelui și logo-ului Gorgoroth lui Gaahl și King ov Hell. Infernus a atacat în justiție această decizie. În locul lui Infernus a venit Teloch, iar în cursul anului 2008 formația a concertat în această formulă în diverse locații. În acest timp Infernus recruta muzicieni pentru a-i înlocui pe Gaahl și King ov Hell în propria versiune a formației. În 2007 s-au alăturat formației Frank Watkins de la Obituary (chitară bas) și Tomas Asklund de la Dissection (baterie); ulterior Frank și-a ales pseudonimul Bøddel care înseamnă Executioner (Călău) pe norvegiană, Executioner fiind numele inițial al formației Obituary. În 2008 au revenit în formație Tormentor (a doua chitară) și Pest (vocal), astfel noua formulă fiind completă.
În martie 2009 justiția a decis că proprietarul de drept al numelui și logo-ului Gorgoroth este Infernus. În plus s-a decis și faptul că, prin încercarea de a-l concedia pe Infernus din formație, Gaahl și King ov Hell s-au concediat de fapt pe ei înșiși. De asemenea s-a specificat și faptul că Infernus nu poate fi exclus din formație decât dacă el însuși decide să renunțe. În aceeași lună Gaahl și King ov Hell au ales numele God Seed pentru noua lor formație, dar au continuat să interpreteze melodii din repertoriul Gorgoroth, mai exact de pe albumele Twilight of the Idols (In Conspiracy with Satan) și Ad Majorem Sathanas Gloriam.

### Noua formulă (2009–prezent)
În octombrie 2009 a fost lansat cel de-al optulea album, Quantos Possunt ad Satanitatem Trahunt. Tot în 2009 s-au alăturat formației ca membri temporari Paimon de la Thunderbolt (a doua chitară) și Vyl de la Keep of Kalessin (baterie). În cursul anului 2010 Gorgoroth a concertat intensiv: în aprilie în Europa, pe parcusul verii în cadrul unor festivaluri, în septembrie în America de Sud, iar în noiembrie din nou în Europa. În decembrie 2011 a fost lansat albumul Under the Sign of Hell 2011, o reînregistrare a albumului cu același nume din 1997. Componența formației pe aceste două albume este aproape aceeași, doar bateriștii fiind diferiți; pe albumul original e Grim, iar pe cel reînregistrat e Tomas Asklund.
În 2012 Infernus a publicat un comunicat prin care anunță faptul că l-a concediat pe Pest din formație, motivul fiind lipsa de implicare a acestuia în turneul planificat să se desfășoare în America Latină; formația a apelat la Hoest de la Taake pentru concertele din acest turneu. În același comunicat Infernus a anunțat că în locul lui Pest a venit Atterigner de la Triumfall. A fost dezvăluit de asemenea și titlul următorului album, acesta fiind Instinctus Bestialis.

## Trivia
Gorgoroth nu a publicat niciodată versurile melodiilor, nici în broșurile albumelor și nici pe diversele situri web de profil. În plus a suprimat în mod activ orice încercare a acestor situri de a publica versurile melodiilor prin invocarea drepturilor de autor. Întrebat despre acest lucru Infernus a declarat:
"La început am încercat să simplificăm coperțile albumelor până la un minimum absolut, renunțând la orice informație care nu ar fi avut altă funcție decât aceea de a distrage atenția ascultătorilor de la ceea ce voiam noi să prezentăm. ... Poate pare pueril, dar voiam să creăm un zid împrejurul formației, să avem o aură de intangibilitate. ... Astfel după câțiva ani ne-am găsit în postura unei tradiții de a nu publica versurile, lucru la care nu ne gândisem inițial. ... Argumentul care pentru mine e cel mai valid e că eu nu găsesc încântător sau satisfăcător faptul că cineva face versiuni "cover" mai mult sau mai puțin interesante bazate pe melodiile noastre."

## Discografie

### Albume de studio
- Pentagram (1994)
- Antichrist (1996)
- Under the Sign of Hell (1997)
- Destroyer (Or About How to Philosophize with the Hammer) (1998)
- Incipit Satan (2000)
- Twilight of the Idols (In Conspiracy with Satan) (2003)
- Ad Majorem Sathanas Gloriam (2006)
- Quantos Possunt ad Satanitatem Trahunt (2009)
- Under the Sign of Hell 2011 (2011)
- Instinctus Bestialis (2015)

### EP-uri
- The Last Tormentor (1996)

### Albume live
- True Norwegian Black Metal - Live in Grieghallen (2008)

### Demo-uri
- A Sorcery Written in Blood (1993)
- Promo '94 (1994)

### Compilații
- Destroyer + Incipit Satan (2008)

## Video
- Black Mass Kraków 2004 (2008)

membrii Gorgoroth au apărut în câteva documentare
- Metal: A Headbanger's Journey (2005)
- True Norwegian Black Metal (2007)
- Black Metal: The Music Of Satan (2010)

### Videoclipuri
- Carving a Giant (2007)

## Membrii formației

### Membri actuali
- Infernus (Roger Tiegs) - chitară (1992 - prezent)
- Tomas Asklund - baterie (2007 - prezent)
- Bøddel (Frank Watkins) - chitară bas (2007 - prezent)
- Atterigner - vocal (2012 - prezent)

membri temporari pentru concerte
- Paimon (Błażej Kazimierz Adamczuk) - chitară (2009 - prezent)
- Fabio Zperandio - chitară (2011 - prezent)
- Phobos - baterie (2011 - prezent)
- Guh.Lu (Guh Lu) - chitară bas (2012 - prezent)

### Foști membri
- Hat (Jan Solstad) - vocal (1992 - 1995)
- Goat Pervertor (Rune Thorsnes) - baterie (1992 - 1994)
- Kjettar - chitară bas (1993)
- Samoth (Tomas Haugen) - chitară bas (1993 - 1994)
- Frost (Kjetil-Vidar Haraldstad) - baterie (1994 - 1995)
- Pest (Thomas Kronenes) - vocal (1995 - 1997, 2008 - 2012)
- Grim (Erik Brødreskift) - baterie (1995 - 1996)
- Storm (Børge Boge) - chitară bas (1995)
- Ares (Ronny Hovland) - chitară bas (1995 - 1997)
- Tormentor (Bjørn Telnes) - chitară (1996 - 2002, 2008 - 2012)
- Vrolok (Erik Hæggernes) - baterie (1996 - 1998)
- Gaahl (Kristian Espedal) - vocal (1998 - 2007)
- T-Reaper (Torgrim Øyre) - vocal, chitară bas (1998 - 1999)
- King ov Hell (Tom Visnes) - chitară bas (1999 - 2006, 2007)
- Sersjant (Erlend Erichsen) - baterie (1999)
- Kvitrafn (Einar Selvik) - baterie (2000 - 2004)